# كيدريك مايس
كيدريك مايس (بالإنجليزية: Keddric Mays)‏ مواليد 17 سبتمبر 1984 في لوفكين، هو لاعب كرة سلة أمريكي. بدأ مسيرته الاحترافية في سنة 2008. يلعب مع نادي تراباني لكرة السلة في الدوري الإيطالي لكرة السلة الدرجة الثانية كلاعب هجوم خلفي. يحمل الرقم 1. يبلغ طوله 6 قدم 0 بوصة (1.8 م).

## المسيرة الاحترافية
لعب مع إسبون هونكا في سنة 2008، ثم لعب مع سكافاتي باسكت في موسم 2012–2013، ثم لعب مع نادي إيجوكيا لكرة السلة في سنة 2013، ثم لعب مع أورلاندينا باسكيت في الدوري الإيطالي في موسم 2013–2014.

## روابط خارجية
- كيدريك مايس على موقع كرة السلة الأوروبية.كوم (الإنجليزية)
- كيدريك مايس على موقع كلية كرة السلة في سبورتس رفرنس.كوم (الإنجليزية)
- كيدريك مايس على موقع ريلجم (الإنجليزية)
- كيدريك مايس على موقع سبورتس رفرنس (الإنجليزية)